# West Coast Wailers
| Recensione | Giudizio |
| ---------- | -------- |
| AllMusic   |          |

West Coast Wailers è un album a nome Conte Candoli & Lou Levy, pubblicato dalla Atlantic Records (codice catalogo 1268) nel marzo del 1958.

## Tracce
LP (1268)
Lato A (11495)
1. Lover Come Back to Me – 8:15 (testo: Oscar Hammerstein II – musica: Sigmund Romberg) – Registrato il 17 agosto 1955 a Los Angeles, California
2. Comes Love – 4:15 (testo: Lew Brown, Charles Tobias – musica: Sam H. Stept) – Registrato il 17 agosto 1955 a Los Angeles, California
3. Lover Man – 3:36 (Jimmy Davis, Ram Ramirez, Jimmy Sherman) – Registrato il 17 agosto 1955 a Los Angeles, California
4. Pete's Alibi – 3:26 (musica: Pete Candoli) – Registrato il 17 agosto 1955 a Los Angeles, California

Lato B (11496)
1. Cheremoya – 5:50 (musica: Bill Holman) – Registrato il 16 agosto 1955 a Los Angeles, California
2. Jordu – 4:56 (musica: Duke Jordan) – Registrato il 17 agosto 1955 a Los Angeles, California
3. Flamingo – 5:23 (testo: Edmund Anderson – musica: Ted Grouya) – Registrato il 17 agosto 1955 a Los Angeles, California
4. Marcia Lee – 4:51 (musica: Conte Candoli) – Registrato il 16 agosto 1955 a Los Angeles, California

## Formazione
- Conte Candoli – tromba
- Lou Levy – pianoforte
- Leroy Vinnegar – contrabbasso
- Lawrence Marable – batteria

## Produzione
- Ahmet Ertegun – produttore, supervisione
- John Kraus – ingegnere delle registrazioni
- William Claxton – foto copertina album originale
- Marvin Israel – design copertina album originale
- Bill Russo – note retrocopertina album originale [3]